# Ayohuixcuautla
Ayohuixcuautla är en ort i Mexiko.   Den ligger i kommunen Huauchinango och delstaten Puebla, i den sydöstra delen av landet, 140 km nordost om huvudstaden Mexico City. Ayohuixcuautla ligger 1 345 meter över havet och antalet invånare är 246.
Terrängen runt Ayohuixcuautla är bergig åt nordväst, men åt sydost är den kuperad. Runt Ayohuixcuautla är det ganska tätbefolkat, med 80 invånare per kvadratkilometer. Närmaste större samhälle är Huauchinango, 8,9 km söder om Ayohuixcuautla. I omgivningarna runt Ayohuixcuautla växer i huvudsak städsegrön lövskog.